# Elminia albonotata
Az Elminia albonotata a verébalakúak (Passeriformes) rendjébe, ezen belül a Stenostiridae családba és az Elminia nembe tartozó, 13 centiméter hosszú madárfaj. Korábban a drongófélék (Dicruridae) családjába sorolták. Az Egyenlítőtől délre eső Kelet-Afrika trópusi és szubtrópusi nedves hegyi örökzöld erdőiben él, 2700 méteres tengerszint feletti magasságig. Pókokkal, rovarokkal táplálkozik. Monogám, a nőstény két tojást helyez a kis, 2-6 méter magasságban az ágak közé rejtett fészekbe. A nőstény költ, miközben a hím eteti. A fiókák 15 nappal a kikelésüket követően hagyják el a fészket.

## Alfajai
- E. a. albonotata (Sharpe, 1891) – Kenya középső része, nyugat-Uganda, kelet-Kongói Demokratikus Köztársaság, délnyugat-Tanzánia;
- E. a. subcaerulea (Grote, 1923) – délkelet-Kenya, kelet- közép- és dél-Tanzánia, dél-Malawi, észak-Mozambik;
- E. a. swynnertoni (Neumann, 1908) – kelet-Zimbabwe, Mozambik.

## Fordítás
- Ez a szócikk részben vagy egészben  a   White-tailed crested flycatcher című angol Wikipédia-szócikk fordításán alapul.  Az eredeti cikk szerkesztőit annak laptörténete sorolja fel. Ez a jelzés csupán a megfogalmazás eredetét és a szerzői jogokat jelzi, nem szolgál a cikkben szereplő információk forrásmegjelöléseként.